# Pitchgabel

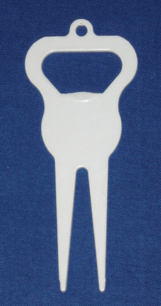
Pitchgabel

Eine Pitchgabel (Pitchfork, Divot Tool) ist ein Hilfsmittel beim Golfsport. Es dient dazu, durch senkrecht aus großer Höhe auf das „Grün“ auftreffende Bälle entstandene Vertiefungen, die Pitchmarken, im empfindlichen Rasen auszubessern.
Beim Golf werden aus geringer Entfernung in Richtung Loch geschlagene Bälle aus taktischen Gründen in hohem Bogen gespielt („Pitch“), um zu vermeiden, dass der Ball über die kurzgeschorene Zielfläche, das „Grün“, innerhalb derer sich das Loch befindet, hinausrollt. Aufgrund dieser Spielweise entstehen im „Grün“ oft Dellen, die, falls sie nicht repariert werden, die intensiv gepflegte Fläche um das Loch uneben machen und damit das Einlochen des Balles („Putten“) bei späteren Runden erschweren würden. In solchen Fällen ist der Spieler verpflichtet, die Delle auszubessern. Dazu sticht er mit einer wenige Zentimeter großen, zweizinkigen Gabel rund um die Delle leicht schräg in den Rasen und drückt den Kopf der Pitchgabel zum Pitchloch, wobei die Grasnarbe gebrochen wird. Dies wird mehrmals rund um das Pitchloch wiederholt. Dabei entsteht eine pilzartige Auswölbung, wo vorher das Loch war. Der gesamte Grund um das Pitchloch wird so großflächig gelockert. Mit dem Putter wird dieser Pilz wieder eingeebnet, und es bleibt meist keine sichtbare Spur zurück. Oft kommt es zur falschen Anwendung der Pitchgabel: dabei wird versucht, das Loch nach oben zu hebeln. So entsteht aber ein Hohlraum, das Pitch ist instabil und meist auch noch gut erkennbar.